# أليسون غيل سميث
أليسون غيل سميث (بالإنجليزية: Alison Gail Smith)‏ هي عالمة نبات بريطانية، ولدت في القرن العشرين.